# Overworld

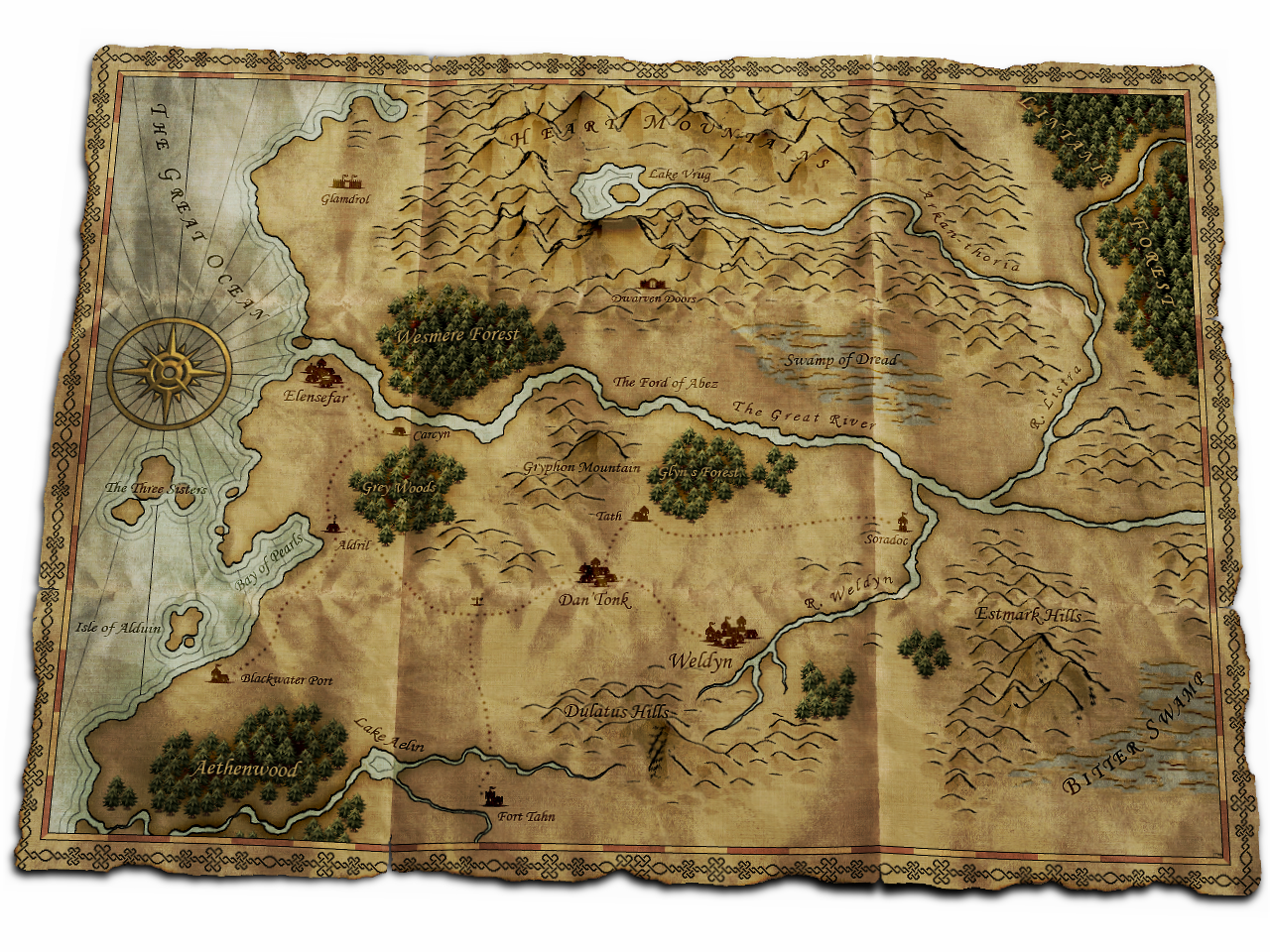
Overworld do jogo The Battle for Wesnoth.

Overworld em jogos eletrônicos é um cenário central que interconecta todos os outros cenários, sendo mais comumente encontrados em jogos de RPG e jogos de plataforma.

## Descrição
Um mundo overworld ou hub é uma área dentro de um videogame que conecta seus outros níveis ou locais. O termo também pode se referir a uma área mais segura para a qual os jogadores frequentemente retornam, como uma cidade. Eles são comuns em jogos de aventura, RPGs, plataformas e dungeon crawlers. Os jogos multiplayer têm mundos de hub que servem como um centro de interação com outros jogadores e personagens não-jogadores (NPCs).
Mundos de hub em jogos single-player são frequentemente usados para construção de mundo, enquanto hubs em jogos multiplayer são mais destinados ao armazenamento de armas e equipamentos, bem como reabastecimento de suprimentos. Eles servem como áreas seguras entre áreas perigosas e missões onde os jogadores podem assumir ações mais passivas. Wired e Kotaku descreveram overworlds como uma espécie de "casa" para o jogador no jogo. Eles também têm sido considerados um elemento essencial dos RPGs.

## História
Os jogos de arcade de 1981 Route-16 e 005 estavam entre os primeiros exemplos de um mundo hub. Em Route-16, um jogo de labirinto de condução, sair de um labirinto leva o jogador a um grande mapa sobrenatural mostrando as localizações do jogador, carros, labirintos e tesouros. Em 005, um jogo furtivo inicial, os jogadores podiam entrar em edifícios como pistas de gelo e armazéns da tela principal para evitar inimigos, levando a diferentes telas. A cena final te obriga a controlar seu helicóptero de fuga para escapar e terminar o nível. Apelidado de "um jogo em quatro telas", 005 foi então descrito como um "RasterScan Convert-a-Game" de acordo com a The Encyclopedia of Arcade Games.
Em Super Mario 64 (1996), o Castelo da Princesa Peach serve como seu mundo central. Livre de inimigos, o castelo serve como uma área segura onde os jogadores podem experimentar seu sistema de movimento e serve como uma entrada para todos os outros níveis. Os jogadores são livres para deixar o castelo sempre que desejarem.

## Design de áudio
Em termos de música de videogame, os temas do sobremundo são muitas vezes de natureza orquestral, e de maior comprimento e complexidade do que outras peças no mesmo jogo, devido à quantidade de tempo gasto viajando pelo mapa do mundo todo. Como os jogadores geralmente visitam um único nível ou área algumas vezes em uma determinada sessão de jogo, a música para qualquer seção do jogo normalmente será mais curta e/ou menos complexa, e, portanto, menos demorada para os designers produzirem. O tema overworld frequentemente funciona como o tema principal de um jogo, muitas vezes usado como um motivo para outras faixas (por exemplo, um tema "romance" apresenta a melodia principal do tema overworld, orquestrado em uma chave diferente).